# 세계 식량 계획

세계 식량 계획의 로고

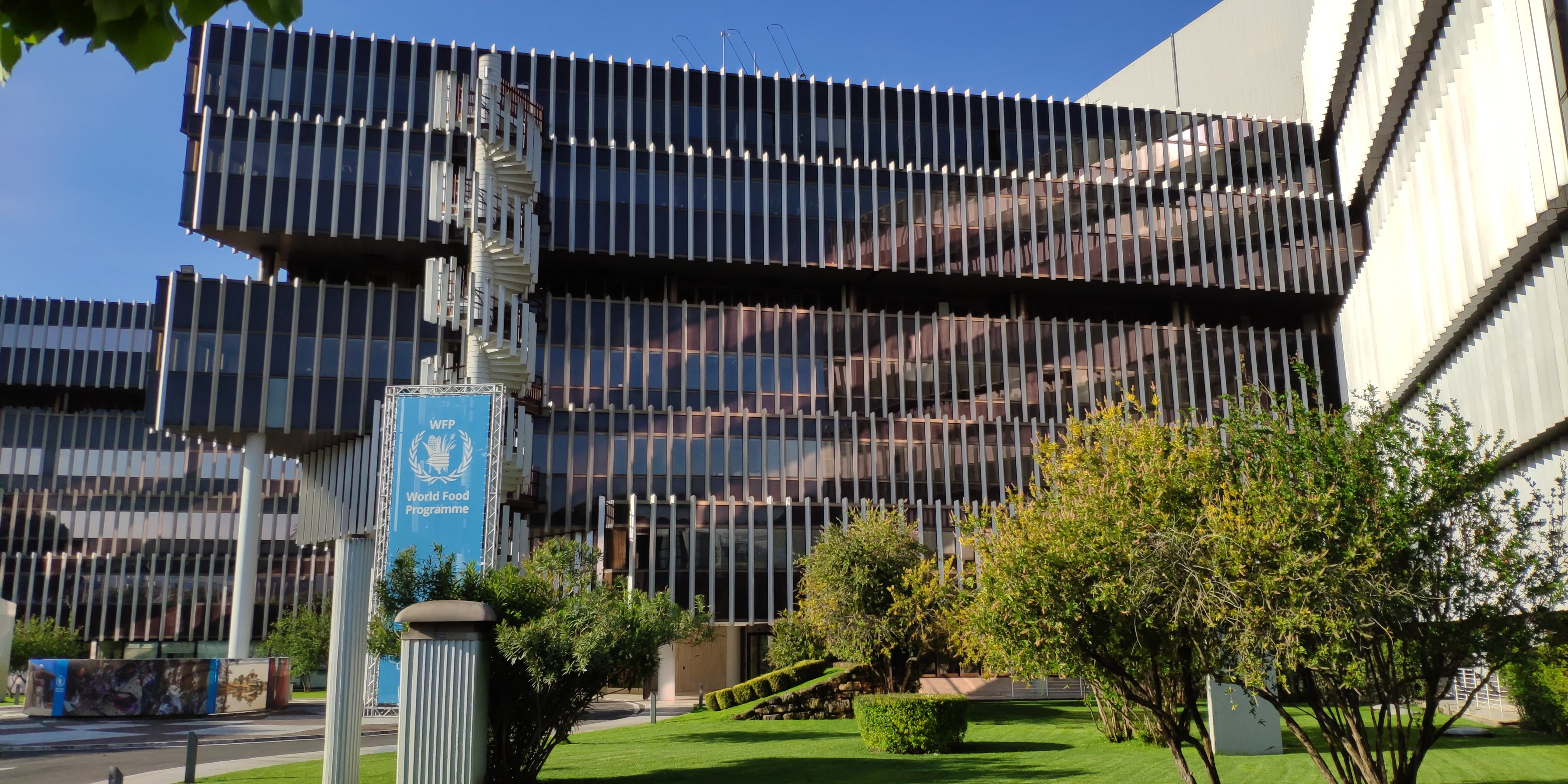
세계 식량 계획의 로고

세계 식량 계획(World Food Program, WFP)은 식량 원조를 통해 개발도상국의 경제, 사회 발전을 도모하기 위하여 설립한 유엔(UN) 기구이다. 1961년 유엔 총회와 국제 식량농업기구 총회에서 설립키로 결의하고 1962. 4월 유엔세계식량계획 설립협정을 승인함으로써 1963년 1월부터 활동을 개시하였다. 1965년 12월에는 UN 및 FAO에서 WFP의 무기한 존속을 결정하였다. 사무총장 임기는 5년이고 국제 식량 농업기구에서 선출된 인원이 모여 매년 2회 정기회의를 한다. 본부는 이탈리아 로마에 있다.
WFP(유엔세계식량계획)은 긴급식량원조를 통해 각국의 비상사태해결에 노력하고 경제·사회개발을 증진하기 위한 목적으로 설립되었다. 식량원조정책계획위윈회는 유엔 경제사회이사회 및 FAO가 선출하는 30개국(임기: 3년)으로 구성되며, WFP의 정책 및 운영지침을 제공하고 원조계획안의 검토 및 승인업무를 맡고 있다. UN회원국 및 FAO회원국들은 자발적으로 동 기구의 회원국이 될 수 있으며, 대한민국은 1966년 WFP 정부간위원회 위원국으로 가입하였다.
자연재해 및 전쟁희생자 구호를 지원하며 개도국 빈민자의 달성을 위해 식량을 지원한다. 난민 캠프, 전쟁지역에서 약 9천만명에게 식품을 제공한다. 자금의 절반을 자선기부에 의해 조달하고, 조성한 자금의 반은 곡물을 구입하는데 쓴다.

## 한국과의 관계
- 1966년 10월 20일: 대한민국은 제8차 WFP 정부간위원회 위원으로 가입
- 1968년: WFP/IGC 회의에서 가장 모범적인 수원국으로 대한민국을 지명
- 1966년 ~ 1968년: 제1차 서약기간중 6천불, 1981-1988년 연 5만불, 1989-1994년 연 6만불, 1995년도 10만불, 1996년도 44만불, 1997년도 54만불, 1998년도 40만불, 1999년도 47만불, 2000년도 50만불, 2001년도 38만불 납부
  - 대한민국은 1964년 이후 1984년까지 총 23개 사업, 1억 4백만불(순 식량가액 85백만불) 수원

## 조직
WFP의 운영위원회는 가입된 36개국의 대표들로 이루어져있다. 현재, David Beasley가 유엔 사무총장과 식량농업기구의 임명을 받아 5년간의 위원장직을 수행하고 있다. 유럽연합은 WFP 운영위원회의 일원으로 WFP에 많은 기부를 하였고, WFP와 함께 프로젝트를 수행하고 있다. WFP는 11,789명의 사람들이 일하고 있으며 그 중 90%는 현장에서 일하고 있다.

## 목표
WFP는 기아와 영양실조를 제거하기 위해 노력한다. 그들의 궁극적인 목표는 식량지원의 필요성 자체가 없어지는 것이다.
WFP가 추구하고자 하는 목표는 다음과 같다.
- "생명을 구하고, 위기에 처한 생계를 보호한다."
- "식량안보와 영양섭취를 지원하고 위기에 처한 생계를 다시 시작할 수 있게 돕는다.”
- "사람, 사회, 나라가 식량과 영양섭취를 스스로 할 수 있게 하고, 그 위험을 줄인다.”
- "영양부족을 줄이고, 세대로 이어지는 기아의 사이클을 제거한다."

WFP의 식량지원은 미량원소영양분 부족 해결, 유아의 사망률 감소, 모성보건, HIV의 질병인 AIDS를 포함한 질병 해결을 위해서도 노력하고 있다. 또한, 농업, 환경, 경제를 위해서도 노력한다.

## 활동
2011년, WFP는 75개국에 있는 9910만명의 사람에게 360만 톤의 식량을 지원했다. 2010년엔 영양실조에 걸린 850만명의 아이들이 지원받았으나, 2011년에는 영양실조에 걸린 1100만명 이상의 아이들이 지원받았다.
WFP는 현금과 상품권의 사용을 통해 식량지원을 확대했다. 2011년, 440만명에 달하는 사람들은 현금과 상품권을 통해 WFP로부터 식량을 지원받았다.
WFP는 87개국에서 12억에 달하는 식량을 구매했다. 그 중 71%는 개발도상국에서 구매되었다.
활동의 일환으로 WFP는 Purchase for Progress pilot 프로젝트(P4P)를 실행하고 있다. 2008년에 시작된 P4P는 소규모자작농들이 농업시장에 접근해 경쟁력 있는 거래자가 되는 것을 도와주고 있다. 21개국에서 계획된 프로젝트는 20개국에서 실행되고 있으며, 116,000명 이상의 농부들, 식량저장과 무역에 관련된 사람들이 WFP로부터 농업생산증진, 수확 후의 관리, 품질 보증, 집단 마케팅, 농업 재정, WFP와의 계약 등에 관해 교육받았다.

## 공식적인 파트너
WFP는 많은 기관들과 공식적인 파트너관계에 있다. DFID, ECHO, EuropeAid, USAID 등 각국 정부의 공여 기관, 이탈리아 로마를 기반으로 위치한 UN기관인 식량농업기구(FAP), International Fund for Agricultural Development(IFAD) 및 1,000여개의 비정부기구(NGO)인 Save the Children, Catholic Relief Services, Norwegian Refugee Council 등과 공식적인 파트너관계에 있다. 그 외에 Boston Consulting Group, Yum! 브랜드, DSM N.V., Cargill과도 공식적인 파트너관계에 있다.

## 후원
전 세계 정부, 기업, 개인적으로부터 기부가 이루어지고 있으며, WFP는 활동비를 자발적인 후원을 통해 얻는다. 2015년, WFP의 활동비는 50억 달러였으며 이중 개인, 기업에서 기부한 금액은 9천 8백만 달러 정도였다.

## 세계기아구호의 주
2007년, 세계에서 가장 큰 레스토랑 회사인 Yum! 브랜드가 WFP에 가입한 후, WFP와 Yum! 브랜드는 세계기아구호의 주 운동을 시작했다. 세계기아구호의 주 운동은 기아에 관한 지구적 인식을 높이고, 자원봉사자들을 모으며, 기부활동을 홍보하기 위해 시작되었다. 2007년 세계기아구호의 주 운동에는 35,000여 레스토랑이 참가하며 세계적인 세계기아구호의 주 운동을 시작하게 하였다. 구매자, 판매자, 프랜차이즈와 그들에 관련된 많은 사람들이 이 운동을 지원했다. Yum! 브랜드, KFC, 피자헛, 타코벨, 롱 존 실버스, A&W 레스토랑 등의 프랜차이즈들은 세계기아구호의 주에 참가하였고, 세계기아구호의 주 운동은 1600만달러를 모을 수 있었다. 그 후, 캠페인은 매년 열리고 있다.

## 노벨평화상
2020년 노벨평화상을 수상했다. 노르웨이 노벨위원회는 코로나19로 전세계가 봉쇄된 가운데서도, WFP의 빈곤층 지원은 중단되지 않았다면서, 그 활동에 큰 찬사를 보냈다.
WFP는 매년 약 88개국 1억 명에 가까운 빈곤층을 돕고 있으며 분쟁, 내전, 가뭄, 홍수 등 자연 재해 피해를 입은 사람들에게도 식량을 제공하고 있다. 이번 코로나19의 전 세계적 유행으로 민간 항공 운행이 사실상 중단된 상황에서 WFP는 전 세계 수송 허브 네트워크를 가동해 피해를 입은 89개 빈곤국에 약 300톤의 마스크, 장갑 등 의료물자를 보내기도 했다. 또 의료인·활동가들을 개발도상국으로 보내 이들을 지원해 왔다.

## 북한
WFP는 생명을 구하고 어린이들의 영양 수준을 높인다는 목표로 1995년부터 지금까지 25년 동안 북한에 식량을 지원하고 있다. WFP의 본부는 이탈리아 로마에 있으며, 북한의 외화벌이를 하는 노동당 39호실 유럽 총책임자도 산하기관 로마 지사장이 맡고 있다.
- 2020년 4월: 북한이 세계 최대 밀 재배국 러시아에서 최근 5년치 합산량에 해당하는 740만7천달러(약 89억원) 상당의 곡물을 수입했다. 올해 러시아산 밀의 수출 가격이 톤당 222달러이다. 러시아산 밀 33000톤 정도를 수입한 것으로 보인다.
- 2020년 5월 23일: WFP는 코로나19 관련 보고서에서 현재 북한, 스리랑카, 라오스에 대한 지원을 멈춘 상태라고 밝혔다. 보고서는 정확한 사유와 중단된 시점을 명시하진 않았지만, 코로나19 여파로 구호 물품의 국경 이동이 원활하지 않기 때문으로 추정된다.
- 2020년 6월: 러시아가 북한에 밀 25000톤을 구호물자로 지원했다.
- 2020년 9월 30일: WFP는 북한을 지원하기 위해 10월부터 2021년 3월까지 총 2890만 달러의 예산이 필요하지만, 이 가운데 540만 달러가 부족한 상황이라고 말했다. 최근 코로나19로 국경을 봉쇄한 북한은, 외부 지원을 일절 안 받겠다고 선언했지만, WFP의 지원은 받고 있다.

## 같이 보기
- 푸드 포스(Food Force)